# Cláudio Manuel da Costa
Cláudio Manuel da Costa (Vila Real de Nossa Senhora, 5 de junho de 1729 — Vila Rica, 4 de julho de 1789) foi um advogado, minerador e poeta no Estado do Brasil.
Destacou-se pela sua obra poética e pelo seu envolvimento na Inconfidência Mineira. Foi também advogado de prestígio, fazendeiro abastado, cidadão ilustre, pensador de mente aberta e amigo do Aleijadinho, a quem teria possibilitado o acesso às bibliotecas clandestinas que seriam mais tarde apreendidas aos Inconfidentes.
Como poeta, transitou entre o Barroco - marca dos seus escritos de juventude, enquanto era estudante de Cânones na Universidade de Coimbra (1749) - e o arcadismo - a partir do seu contato com o iluminismo, que concebia práticas mais racionais nas belas-letras.
Especula-se que tenha traduzido A Riqueza das Nações e a Teoria dos Sentimentos Morais, de Adam Smith, para o português. Há quem afirme ter tido ligações com os Illuminati, sociedade secreta de cunho iluminista criada na Baviera e que teria influenciado inúmeras revoluções.

## Biografia
Filho de João Gonçalves da Costa, português ligado a mineração, e Teresa Ribeira de Alvarenga, mineira, nasceu no sítio da Vargem do Itacolomi, na Vila Real de Nossa Senhora, em Minas Gerais.
Em 1749, aos vinte anos de idade, embarcou para a sede do reino, matriculando-se na Universidade de Coimbra, onde obteve o Bacharelato em Cânones.
Entre 1753 e 1754, retornou ao Brasil, dedicando-se à advocacia em Vila Rica. Jurista culto e renomado à época, ali exerceu o cargo de procurador da Coroa, desembargador, e, por duas vezes, o de secretário de Estado. Por incumbência da Câmara de Ouro Preto elaborou a "Carta Topográfica de Vila Rica e seu termo" (1758).
Por sua idade, boa lição clássica, fama de doutor e crédito de autor publicado, exerceu uma espécie de magistério entre os seus confrades em musa, maiores e menores, uma vez que todos lhe liam as suas obras e lhe escutavam os conselhos. Glauceste Saturnino (ou Glauceste Satúrnio), pseudônimo do autor, faz parte da transição do Barroco para o arcadismo. Seus sonetos herdaram a tradição de Camões.
Foi, assim, uma das principais figuras da capitania. Aos sessenta anos de idade, teve uma participação colateral na conjuração mineira. Detido e, segundo alguns, apavorado com as consequências da acusação de réu de inconfidência, interrogado uma vez só, morreu em circunstâncias obscuras, em Vila Rica, no dia 4 de julho de 1789. Oficialmente, teria cometido suicídio por enforcamento na prisão. Em outra versão, estudiosos levantam a hipótese de ter sido assassinado no cárcere.
Os registros da trajetória da vida de Cláudio revelam uma bem sucedida carreira no campo político, literário e profissional. Foi secretário de governo, poeta admirado até em Portugal e advogado dos principais negociantes da capitania no seu tempo, como João Rodrigues de Macedo, igualmente envolvido na conspiração mineira. Acumulou ampla fortuna e sua casa em Vila Rica, era uma das melhores vivendas da capital. Sólida e construção que ainda lá está a desafiar o tempo.
A memória de Cláudio Manuel da Costa, porém, não teve a mesma sorte. Até hoje paira sobre ele a suspeita de ter sido um miserável covarde que traiu os amigos e se suicidou na prisão. Outros negam até a própria  relevância da sua participação na Inconfidência Mineira, pintando-o como um simples espectador privilegiado, amigo de Tomás Antônio Gonzaga e Alvarenga Peixoto, freqüentadores assíduos dos saraus que ele promovia.
Cláudio tentou, ele próprio, diminuir a relevância da sua participação na conspiração, mas estava apenas tentando reduzir o peso da sua culpa diante dos juízes da devassa. Os clássicos da historiografia da inconfidência mineira são unânimes em valorizar sua participação no movimento. Parece que ele era meio descrente com as chances militares da conspiração. Mas não deixou de influenciar no lado mais intelectualizado do movimento, especialmente no que diz respeito à construção do edifício jurídico projetado para a república que pretendiam implantar em Minas Gerais, no final do século XVIII.
De qualquer modo José Pedro Machado Coelho Torres, juiz nomeado para a Devassa de 1789 em Minas Gerais, dele diz o seguinte: "O dr. Cláudio Manoel da Costa era o sujeito em casa de quem se tratou de algumas coisas respeitantes à sublevação, uma das quais foi a respeito da bandeira e algumas determinações do modo de se reger a República: o sócio vigário da vila de S. José é quem declara nas perguntas formalmente"... (Anais da Biblioteca Nacional, 1º vol. pg. 384).
Assim como outros conspiradores com altos títulos sociais, Cláudio foi levado após ter sido preso para a Casa dos Contos pertencente a seu cliente João Rodrigues de Macedo, mas na época alugada por este ao governo de Minas Gerais. Foi em sua cela debaixo da escadaria que leva ao primeiro andar que ele se enforcou na noite do 3 ao 4 de julho de 1789.
É patrono, sob número 8, da Academia Brasileira de Letras.

## Morte: assassinato ou suicídio?

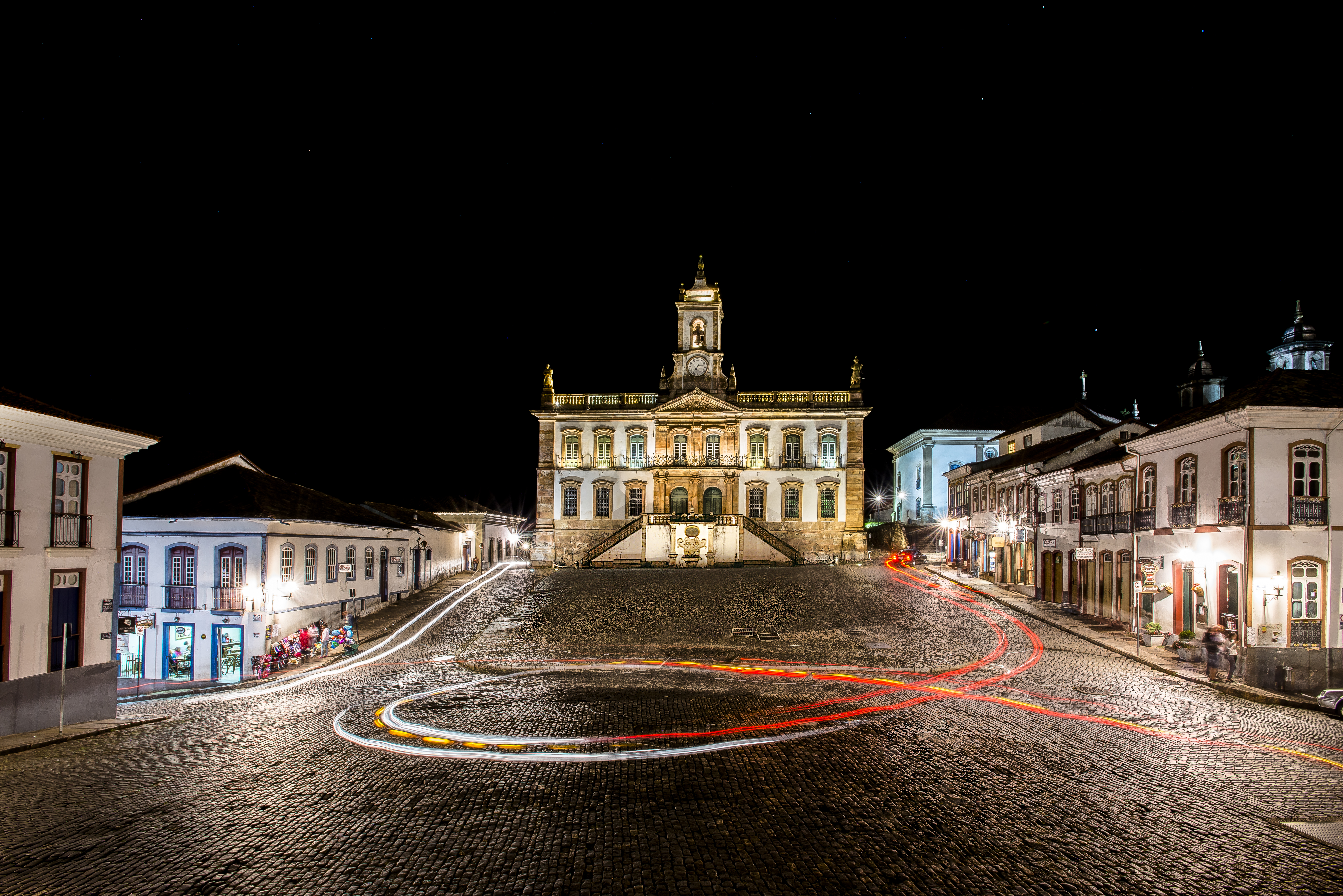
Edifício que abrigou a Casa de Câmara e Cadeia de Vila Rica, hoje Museu da Inconfidência.

Um dos pontos mais críticos da biografia do poeta inconfidente é a sua morte. Há mais de duzentos anos que o assunto suscita debates e há argumentos de peso tanto a favor como contra a tese do suicídio.
Os partidários da crença de que Cláudio Manuel da Costa tenha se suicidado se baseiam no fato de que ele estava profundamente deprimido na véspera da sua morte. Isso está estampado no seu próprio depoimento, registrado na Devassa. Além disso, seu padre confessor teria confirmando seu estado depressivo a um frade que trouxe o registro à luz. Os partidários da tese de que Cláudio tenha sido assassinado contestam tanto a autenticidade do depoimento apensado aos autos da Devassa, quanto a honestidade do registro do frade.
Quem acredita na tese do assassinato se baseia em um argumento principal: o próprio laudo pericial que concluiu pelo suicídio. Pelo laudo, o indigitado poeta teria se enforcado usando os cadarços do calção, amarrados numa prateleira, contra a qual ele teria apertado o laço, forçando com um braço e um joelho. Muitos acreditam ser impossível alguém conseguir se enforcar em tais circunstâncias.
O historiador Ivo Porto de Menezes relata que ao organizar antigos documentos relativos à Igreja Matriz de Nossa Senhora do Pilar de Ouro Preto, em 1957 ou 1958, encontrou no livro de assentos dos integrantes da Irmandade de São Miguel e Almas, a anotação da admissão de Cláudio Manuel e à margem a observação de que havia "sufragado com 30 missas" a alma do falecido, e "pago tudo pela fazenda real". De igual forma procedera a Irmandade de Santo Antônio, que lançou em seu livro: "falecido em julho de 1789. E feitos os sufrágios." Relembra que havia à época proibição de missas pelos suicidas.
Também Jarbas Sertório de Carvalho, em ensaio publicado na Revista do Instituto Histórico e Geográfico de São Paulo, defende com boa documentação  e argumentos a tese do assassinato.
Há ainda quem acredite que o próprio governador, Visconde de Barbacena, esteve envolvido na conspiração e Cláudio teria sido eliminado por estar disposto a revelar isso. Mas o fato é que somente a tese do suicídio pôde se lastrear em documentos, ainda que duvidosos quanto a sua honestidade e veracidade, como bem salientam os adeptos da tese de assassinato.

Joaquim Norberto de Souza e Silva (1820-1891), pesquisador e colaborador do Instituto Histórico e Geográfico Brasileiro, assim escreve em sua obra "História da Conjuração Mineira" (1860), no capítulo XVII - "Ainda os interrogatórios":
Na manhã de 4 de julho de 1789, o desembargador Pedro José Araújo de Saldanha e o doutor José Caetano César Manitti, acompanhados do tabelião Antônio Joaquim de Macedo e do escrivão da ouvidoria José Veríssimo da Fonseca se dirigiram à casa do Real Contrato das Entradas e aí deferiram juramento aos cirurgiões aprovados Caetano José Cardoso e Manuel Fernandes Santiago, e parando ante um dos segredos ordenaram a sua abertura a Joaquim José Ferreira, alferes do esquadrão de cavalaria da guarda do vice-rei, que ali estava aquartelado com a sua companhia, e fazia a guarda dos presos. Aberta a porta, uma cena lúgubre se apresentou aos olhos dos ministros e de sua comitiva. Um cadáver pendia de uma espécie de armário que não pudera ser removido daquele segredo. Era o dr. Cláudio Manuel da Costa! Lavrou a justiça com as formalidades do estilo o auto do corpo de delito e exame, e mandou sepultar o cadáver, sem as formalidades religiosas e em chão profano. Motivou a notícia deste acontecimento mil boatos, e ninguém acreditou que a morte do ilustre poeta fosse voluntária. Até aqui também a história sem os documentos oficiais, parando ante o cadáver do dr. Cláudio Manuel da Costa, encontrado em seu cárcere pendente de um baraço, hesitava entre a ideia de um suicídio ou de uma premeditação criminosa dos ministros do governo colonial. Sabe-se hoje, segundo as peças do longo processo, que espontânea fora sua morte. Ah! e que longa agonia não sofreu ele, como indicava a posição de seu cadáver tendo uma liga por baraço, pendente de um armário, com um dos joelhos firmado sobre uma das prateleiras e o braço direito forcejando debaixo para cima contra a tábua na qual prendera o baraço, como procurando estreitar o fatal laço que zombara da gravidade de seu corpo, já tão debilitado pelos anos e trabalhos!...
Ainda no ensaio "Inconfidência Mineira - As Várias faces", Júlio José Chiavenato lança um dado que reforça a tese da farsa montada do "suicídio" de Cláudio Manuel da Costa. Na tarde do mesmo dia em que o advogado foi preso, foram assassinados no sítio da Vargem a sua filha, o genro e outros familiares, bem como alguns escravos e foram roubados todos os seus bens. O Visconde de Barbacena só informou Lisboa da morte de Cláudio Manuel da Costa a 15 de julho, onze dias depois de ter ocorrido e quando dera conhecimento a Lisboa do seu interrogatório a 11 de julho, sem nunca referir ao facto. Se a morte do alferes Tiradentes não causaria embaraços em Lisboa a de Cláudio e da sua família poderia causar, daí a necessidade da farsa ser montada.
Dez dias depois da sua morte, a população de Paris tomava a fortaleza da Bastilha, marcando o início do fim da dinastia dos gloriosos Luíses de França. Começava a tomar corpo então, um projeto político, sonhado pelo próprio Cláudio Manuel da Costa para seu país. Demoraria, no entanto, mais trinta anos para que o Brasil se tornasse liberto de Portugal. Cem anos a mais seriam necessários para a realização da segunda parte do sonho, a implantação do regime republicano no Brasil.

## Obras
- Culto Métrico, 1749. Obra em Domínio público
- Munúsculo Métrico,1751. Obra em Domínio público
- Epicédio, 1753. Obra em Domínio público
- Obras Poéticas de Glauceste Satúrnio (sonetos, epicédios, romances, éclogas, epístolas, liras), 1768. Obra em Domínio público
- O Parnaso Obsequioso e Obras Poéticas, 1768. Obra em Domínio público
- Vila Rica, 1773. Obra em Domínio público
- Poesias Manuscritas, 1779. Obra em Domínio público.[11]

## Representações na cultura
Cláudio Manuel da Costa já foi retratado como personagem no cinema e na televisão, interpretado por:
- Emiliano Queiroz, no filme Tiradentes (1999)
- Fernando Torres, no filme Os Inconfidentes (1972) e na telenovela Dez Vidas (1969)
- Carlos Vereza, no filme Aleijadinho - Paixão, Glória e Suplício (2003)